# Candelabrum giganteum
Candelabrum giganteum is een hydroïdpoliep uit de familie Candelabridae. De poliep komt uit het geslacht Candelabrum. Candelabrum giganteum werd in 1898 voor het eerst wetenschappelijk beschreven door Bonnevie. 